# Sânnicolau Român
Sânnicolau Român est une commune roumaine du județ de Bihor, en Transylvanie, dans la région historique de la Crișana et dans la région de développement Nord-Ouest.

## Géographie
La commune de Sânnicolau Român est située dans l'ouest du județ, à la frontière avec la Hongrie, dans la plaine de la Crișana, sur le canal unissant le Crișul Repede et le Crișul Negru, à 34 km au sud-ouest d'Oradea, le chef-lieu du județ.
La municipalité est composée des trois villages suivants, nom hongrois, (population en 2002) :
- Berechiu, Felsőbarakony (362) ;
- Roit, Rojt (668) ;
- Sânnicolau Român, Oláhszentmiklós (1 233), siège de la commune.

## Histoire
La première mention écrite du village de Sânnicolau Român date de 1332.
La commune, qui appartenait au royaume de Hongrie, en a donc suivi l'histoire. La grande famille de la noblesse hongroise, les Esterházy, a possédé d'immenses terres dans la commune.
Après le compromis de 1867 entre Autrichiens et Hongrois de l'empire d'Autriche, la principauté de Transylvanie disparaît et, en 1876, le royaume de Hongrie est partagé en comitats. Sânnicolau Român intègre le comitat de Bihar (Bihar vármegye).
À la fin de la Première Guerre mondiale, l'Empire austro-hongrois disparaît et la commune rejoint la Grande Roumanie au traité de Trianon.
En 1940, à la suite du deuxième arbitrage de Vienne, elle est annexée par la Hongrie jusqu'en 1944, période durant laquelle sa petite communauté juive a été exterminée par les nazis. Elle réintègre la Roumanie après la Seconde Guerre mondiale au traité de Paris en 1947.
En 2004, les trois villages de Berechiu, Roit et Sânnicolau Român se sont séparés de la commune de Cefa dont ils faisaient partie jusque-là et ont formé la nouvelle commune de Sânnicolau Român.

## Politique
| Période                                  | Période  | Identité          | Étiquette | Qualité |
| ---------------------------------------- | -------- | ----------------- | --------- | ------- |
| Les données manquantes sont à compléter. |          |                   |           |         |
| 2008                                     | 2016     | Alexandru Maghear | PSD       |         |
| 2016                                     | En cours | Dumitru Munge     | PNL       |         |

| Parti | Parti                                      | Sièges |
| ----- | ------------------------------------------ | ------ |
|       | Parti social-démocrate (PSD)               | 3      |
|       | Parti national libéral (PNL)               | 4      |
|       | Alliance des libéraux et démocrates (ALDE) | 4      |

## Religions
En 2002, la commune n'était pas encore formée et ces statistiques ne sont donc pas disponibles On peut consulter les statistiques concernant la commune de Cefa.

## Démographie
En 1910, à l'époque austro-hongroise, les trois villages de Berechiu, Roit et Sânnicolau Român comptaient 3 750 Roumains (92,50 %) et 182 Hongrois (4,49 %).
En 1930, on dénombrait 4 592 Roumains (96,53 %), 56 Hongrois (1,18 %), 23 Juifs (0,48 %) et 76 Roms (1,60 %).
En 2002, ils comptaient 1 883 Roumains (83,21 %), 198 Roms (8,75 %) et 78 Hongrois (3,45 %). On comptait à cette date 1 065 ménages et 812 logements.
| 1880  | 1890  | 1900  | 1910  | 1920  | 1930  | 1941  | 1956  | 1966  |
| ----- | ----- | ----- | ----- | ----- | ----- | ----- | ----- | ----- |
| 3 036 | 3 230 | 3 605 | 4 054 | 4 410 | 4 757 | 4 848 | 4 351 | 3 821 |

| 1977  | 1992  | 2002  | 2007  | - | - | - | - | - |
| ----- | ----- | ----- | ----- | - | - | - | - | - |
| 2 880 | 2 167 | 2 263 | 2 082 | - | - | - | - | - |

## Économie
L'économie de la commune repose sur l'agriculture et l'élevage.

## Communications

### Routes
Sânnicolau Român est située sur une route régionale qui mène vers Cheresig, Girișu de Criș et Oradea au nord et Cefa, Inand, la nationale DN79 et Salonta au sud.

## Lieux et monuments
- Sânnicolau Român, église orthodoxe datant de 1886[5] ;
- Sânnicolau Român, ruines du château Toldy ;
- Sânnicolau Român, ruines du château Coștei datant du XVe siècle ;
- Berechiu, église orthodoxe datant de 1802[5] ;
- Roit, église orthodoxe datant de 1890[5] ;
- Roit, ruines d'une église orthodoxe datant du XIVe siècle[5].